# Marisa Mell
Pour les articles homonymes, voir Mell.
Marlies Moitzi, dite Marisa Mell, née le 24 février 1939 à Graz et morte le 16 mai 1992 à Vienne, est une actrice autrichienne, dont une grande partie de la carrière s'est déroulée dans le cinéma italien.

## Biographie
Marisa Mell a grandi à Graz sous le nom de Marlies Theres Moitzi. Dès le début, elle était passionnée de théâtre. Elle a fréquenté l'école d'art dramatique de Graz, puis l'Institut Max-Reinhardt-Seminar à Vienne. Dans sa classe, il y avait entre autres Erika Pluhar et Senta Berger. Parce qu'elle voulait devenir une vedette internationale, elle a changé son nom en Marisa Mell. Après avoir terminé l'école d'art dramatique, elle a épousé le Suisse Henri Tucci. Mais le mariage n'a pas duré. Son premier succès international est venu dans le film de 1963 réalisé par Ken Russell, French Dressing. La même année, elle a été victime d'un accident de voiture avec de graves blessures au visage. Pendant six heures, elle est restée inconsciente, sans savoir qu'elle avait presque perdu son œil droit. Elle était également gravement blessée à la lèvre. Elle a passé les deux années suivantes en chirurgie esthétique et il ne restait aucune séquelle sur son visage, hors une lèvre ourlée de façon caractéristique,.
Appelée en Italie par Mario Monicelli pour le tournage du film Casanova 70 en 1964, elle est surtout connue pour son rôle d'Eva Kant dans le film Danger : Diabolik !, réalisé par Mario Bava en 1968, devenant ainsi l'un des visages féminins les plus célèbres du cinéma de genre italien des années 1960 et 1970. Elle a souffert de la mort de sa fille née prématurément en 1969, et n'a jamais eu d'autre enfant,. Le giallo Perversion Story (1969) de Lucio Fulci où elle incarne le double personnage de Susan Dumurrier et de Monica Weston lui apporte encore un surcroît de popularité. Également connue pour sa vie mondaine, elle devient célèbre comme l'une des vedettes de la dolce vita romaine. Elle était souvent au centre des attentions des paparazzi avec son petit ami Pier Luigi Torri, un aristocrate amateur de vie nocturne. En 1971, il a une série de problèmes juridiques liés à la fourniture de cocaïne aux clients de sa boîte de nuit et a fui le pays sur son yacht. Après avoir été arrêté à Londres pour une escroquerie bancaire de 300 millions de dollars dans une affaire qui rappelle ironiquement l'intrigue de Danger : Diabolik !, Torri s'évade de sa cellule en effectuant une fuite audacieuse et acrobatique par les toits, et échappe à une énorme opération de recherche diligentée par la police anglaise furieuse ; il est finalement repris en Amérique après 18 mois de fuite. Marisa Mell a ensuite noué une relation amoureuse avec l'acteur Helmut Berger, avec lequel elle joue dans Ultime Violence (1977) de Sergio Grieco. Elle a également eu des liaisons avec Anthony Perkins, Alexandre Onassis, Roman Polanski et Tadeusz Kantor. En 1976, elle a joué aux côtés de Tony Curtis dans Treize femmes pour Casanova. La même année, elle pose pour la couverture du Playboy italien.
Son dernier film est I love Vienna (de) (1991). Elle meurt en 1992 à l'âge de 53 ans d'un cancer de la thyroïde,, et est enterrée au cimetière de la paroisse de Kahlenbergerdorf à Vienne.
En 2000, son nom a été donné à une petite rue de Vienne, Marisa-Mell-Gasse, dans le quartier de Liesing.

## Filmographie
- 1954 : Ceux qui ont encore une mère (Das Licht der Liebe) de Robert A. Stemmle
- 1959 : Pépées pour l'Orient (de) (Das Nachtlokal zum Silbermond) de Wolfgang Glück : Liliane
- 1960 : Leçons particulières (de) (Wegen Verführung Minderjähriger) de Hermann Leitner : Inge
- 1960 : Ordre d'exécution (de) (Am Galgen hängt die Liebe) d'Edwin Zbonek : Alka
- 1960 : Les Fiancées d'Hitler (de) (Lebensborn) de Werner Klingler : Erika Meuring
- 1960 : Le Brave Soldat Chvéïk (Der brave Soldat Schwejk) d'Axel von Ambesser : Olly
- 1961 : L'Appel des oies sauvages (de) (Ruf der Wildgänse) de Hans Heinrich (de) : Judith Gare
- 1962 : L'Orchidée rouge (Das Rätsel der roten Orchidee) d'Helmuth Ashley : Lilian Ranger
- 1962 : Dr de Soja Jovanović : Klara
- 1963 : Un homme, sept femmes (Venusberg) de Rolf Thiele : Florentine
- 1964 : Ein Mann im schönsten Alter de Franz Peter Wirth : Brigitte
- 1964 : La Chevauchée vers Santa Cruz (Der letzte Ritt nach Santa Cruz) de Rolf Olsen : Juanita
- 1964 : French Dressing de Ken Russell : Françoise Fayol
- 1965 : Casanova 70 (Casanova '70) de Mario Monicelli : Thelma
- 1965 : Train d'enfer de Gilles Grangier : Frida
- 1965 : Doubles masques et agents doubles (Masquerade) de Basil Dearden : Sophie
- 1965 : Jagd auf blaue Diamanten (de) de Paul Martin : Irene de Ridder
- 1965 : City of Fear (de) de Peter Bezencenet (en) : Ilona
- 1966 : Objectif 500 millions de Pierre Schoendoerffer : Yo
- 1966 : New York appelle Superdragon (New York chiama Superdrago) de Giorgio Ferroni : Charity Farrel
- 1966 : Ah ! Quelle nuit, les amis ! (Che notte, ragazzi!) de Giorgio Capitani : Mónica
- 1968 : Pas folles, les mignonnes (Le dolci signore) de Luigi Zampa : Paola
- 1968 : Le Cascadeur (Stuntman) de Marcello Baldi : Gloria Hall
- 1968 : Danger : Diabolik ! (Diabolik) de Mario Bava : Eva Kant
- 1969 : Perversion Story (Una sull'altra) de Lucio Fulci : Susan Dumurrier / Monica Weston
- 1970 : Les Libertines de Pierre Chenal : Isabelle
- 1971 : Historia de una traición de José Antonio Nieves Conde : Carla
- 1971 : Martha (...dopo di che, uccide il maschio e lo divora) de José Antonio Nieves Conde : Martha / Pilar
- 1971 : Méfie-toi Ben, Charlie veut ta peau (Amico stammi lontano almeno un palmo) de Michele Lupo : Sarah
- 1971 : La Machination (Senza via d'uscita) de Piero Sciumè : Michèle
- 1972 : Miss Dynamite (Tutti fratelli nel west... per parte di padre) de Sergio Grieco : Lulu Belle, dite « Miss Dynamite »
- 1972 : Alta tensión de Julio Buchs : Laura Moncada
- 1972 : Le Tueur à l'orchidée (Sette orchidee macchiate di rosso) d'Umberto Lenzi : Anna Sartori / Maria Sartori
- 1973 : La Guerre des gangs (Milano rovente) d'Umberto Lenzi
- 1973 : Bella, ricca, lieve difetto fisico, cerca anima gemella (it) de Nando Cicero : Paola
- 1975 : La Mort lente (La moglie giovane) de Giovanni D'Eramo : Louisa
- 1975 : Mahogany de Berry Gordy : Carlotta Gavina
- 1975 : La encadenada de Manuel Mur Oti : Gina / Elisabeth
- 1976 : Amori, letti e tradimenti (it) d'Alfonso Brescia : Greta
- 1976 : Taxi Love, servizio per signora (it) de Sergio Bergonzelli
- 1977 : Treize femmes pour Casanova (Casanova & Co.) de Franz Antel : Duchesse de Cornaro
- 1977 : Ultime Violence (La belva col mitra) de Sergio Grieco : Giuliana
- 1978 : Sam et Sally de Robert Pouret, épisode : Bédélia : Bedelia Kellermann
- 1979 : Les Vierges damnées (Un'ombra nell'ombra) de Pier Carpi : Agatha
- 1980 : La compagna di viaggio de Ferdinando Baldi : La dame au chapeau à voilette
- 1980 : Peccati a Venezia d'Amasi Damiani : Melissa
- 1980 : La liceale al mare con l'amica di papà (it) de Marino Girolami : Violante, la femme de Massimo
- 1980 : La Rage de tuer (Traficantes de pánico) de René Cardona Jr. : Kim Lombard
- 1981 : La Zézette plaît aux marins (La dottoressa preferisce i marinai) de Michele Massimo Tarantini : Clara Morelli
- 1983 : Corpi nudi d'Amasi Damiani : Marina
- 1984 : Seifenblasen d'Alfred Ninaus : La présentatrice télé
- 1988 : La tempesta de Giovanna Lenzi
- 1990 : L'Épée du Saint-Graal de Joe D'Amato : Nephele
- 1990 : Sensazioni d'amore (it) de Ninì Grassia : Elena Aloisi
- 1991 : I love Vienna (de) de Houchang Allahyari (de) : Selina